# Botryoïdal

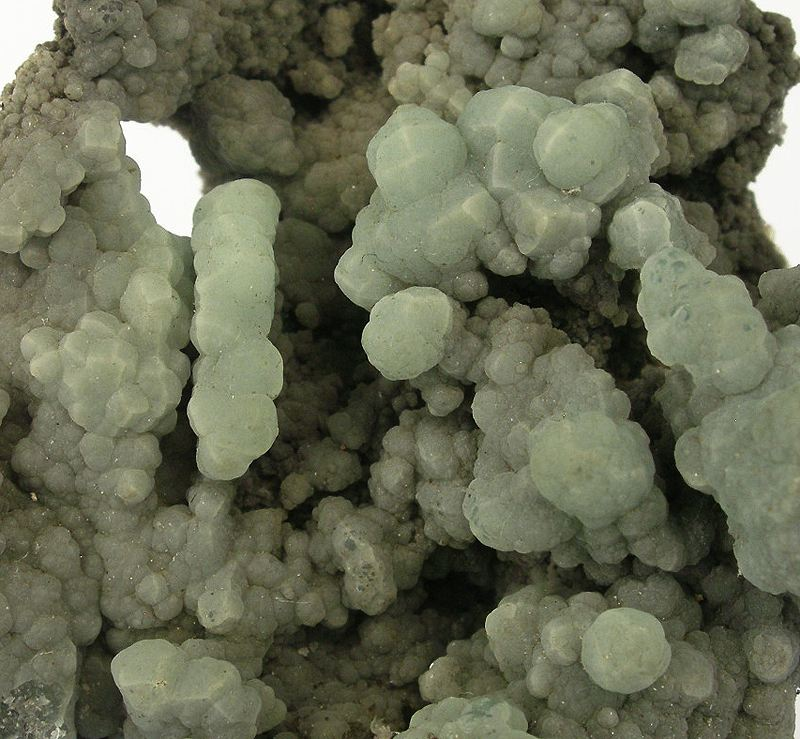
Habitus botryoïdal de cristaux de gibbsite

Botryoïdal est un adjectif qui désigne un habitus particulier, dans lequel le minéral a une forme externe composée de nombreux segments arrondis, nommé d’après le grec ancien βότρυς (bótrus), signifiant « une grappe de raisin ». Il s’agit d’une forme commune à de nombreux minéraux, en particulier l’hématite et la malachite, qui sont connus pour former fréquemment des masses botryoïdales. C’est aussi une forme courante de la goethite, de la smithsonite, de la fluorine et du chrysocolle.
Les habitus similaires sont dits réniformes (en forme de rein) et mamillaires (en forme de sein ou de sphères partielles).

## Formation
Les minéraux prennent un habitus botryoïdal lorsqu’ils se forment dans un environnement contenant de nombreux germes (ou nuclei), des grains de sable, de la poussière ou d’autres matières particulaires pour servir de sources de nucléation cristalline. Des cristaux aciculaires ou fibreux se développent vers l’extérieur à partir de ces « germes » à un rythme identique ou très similaire, ce qui entraîne une croissance radiale des cristaux. Au fur et à mesure que ces sphères grandissent, elles peuvent se heurter ou se chevaucher avec d’autres qui se trouvent à proximité, fusionnant pour former un amas botryoïdal. Étant donné que les excroissances botryoïdales sont formées à partir de nombreux cristaux plus petits, l’habitus botryoïdal est généralement indépendant de la structure cristalline spécifique associée à un minéral donné. C’est ainsi que cet habitus peut être observé dans une variété de minéraux qui présentent autrement des formes euédriques distinctes.